# Bunte Bandeule

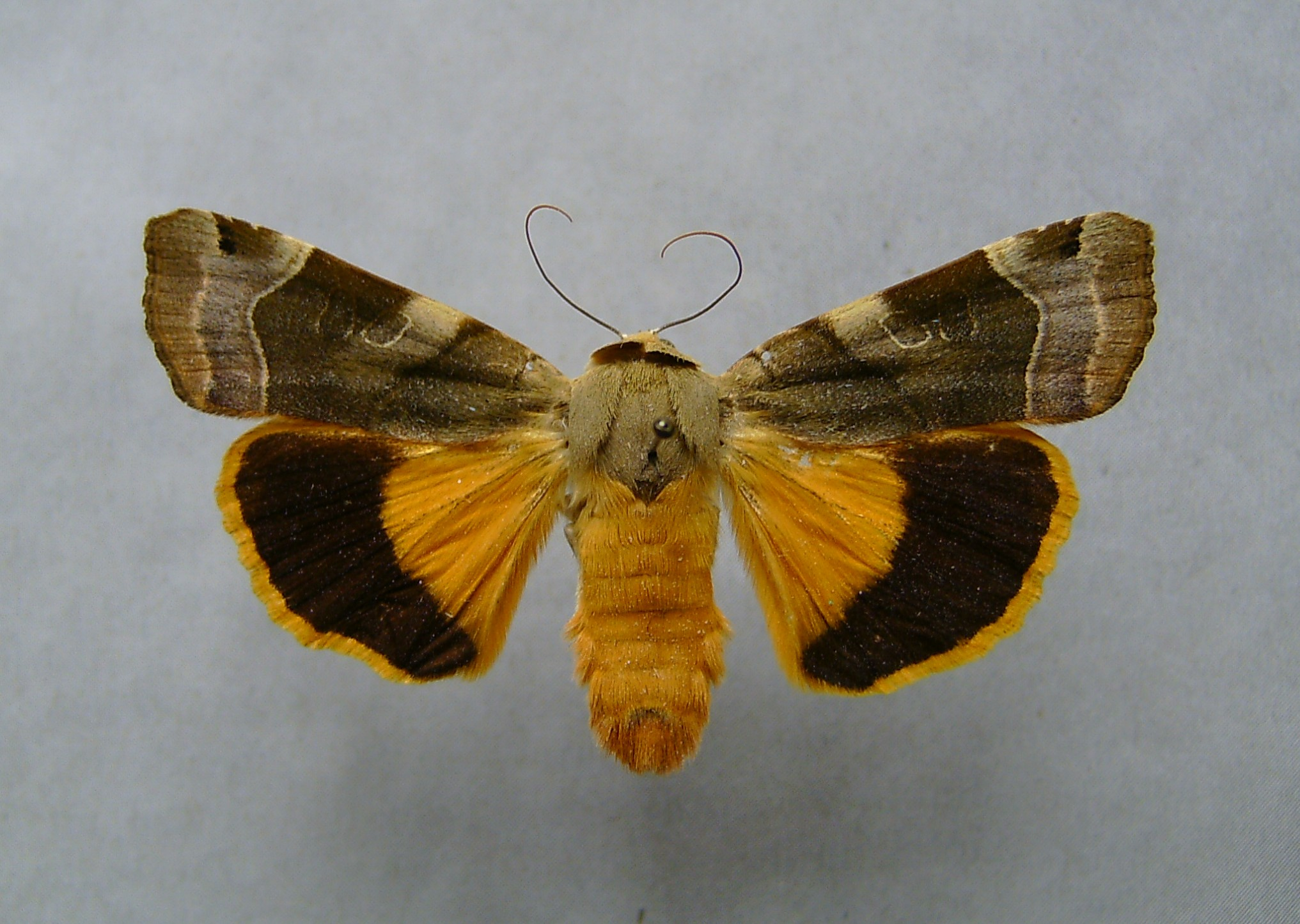
Bunte Bandeule – Präparat

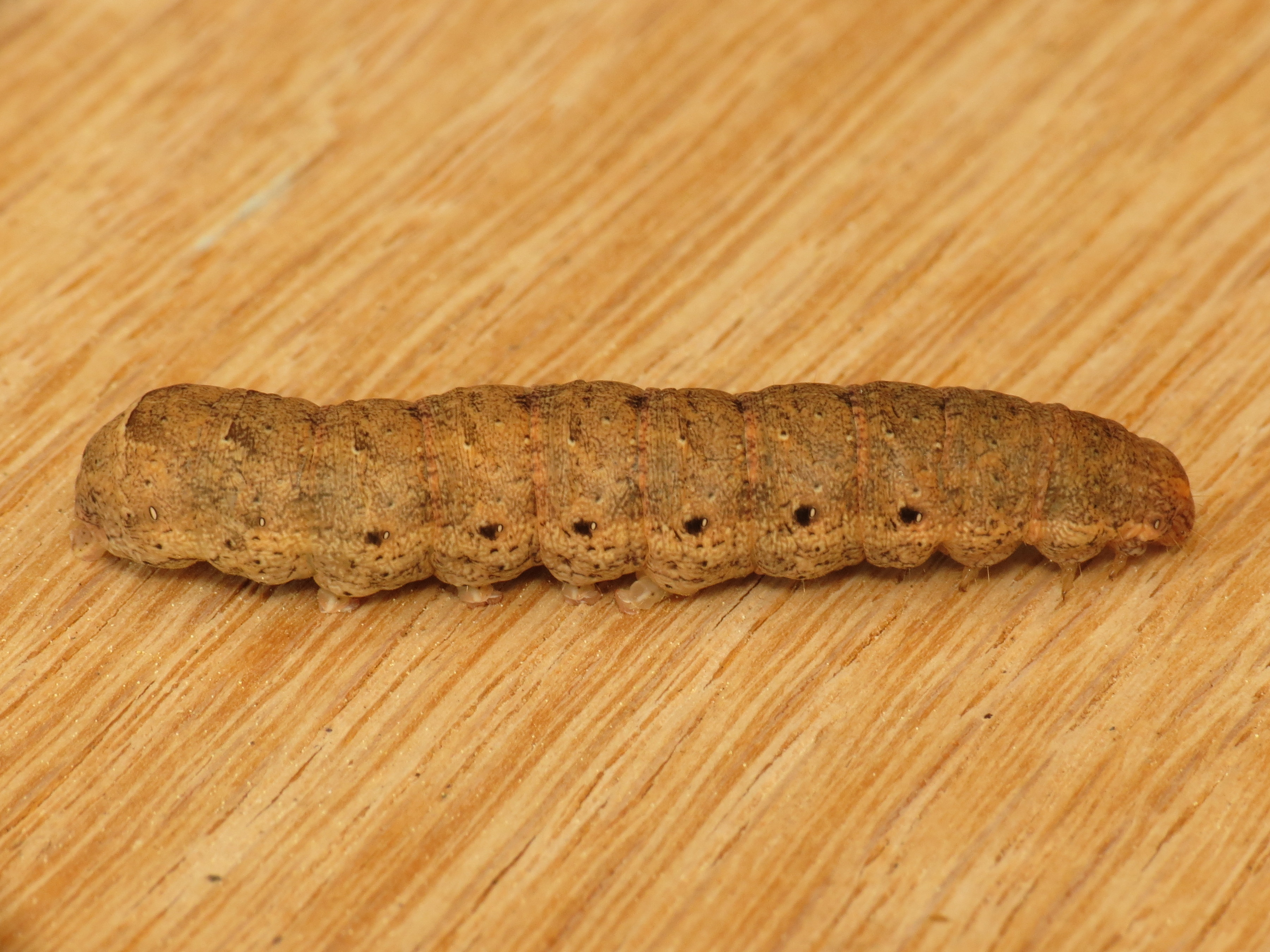
Raupe

Die Bunte Bandeule (Noctua fimbriata), auch Gelbe Bandeule genannt, ist ein Schmetterling aus der Familie der Eulenfalter (Noctuidae).

## Merkmale
Die Flügelspannweite beträgt 45 bis 61 Millimeter, wobei die Männchen mit 45 bis 57 Millimeter im Durchschnitt etwas kleiner sind als die Weibchen (49 bis 61 Millimeter). Die Grundfarbe der Vorderflügeloberseite variiert stark von ockergelb über rotbraun bis zu olivgrün. Die Hinterflügel sind von sattgelber Farbe mit glänzend tiefschwarzem und breitem Saumband. Die einzelnen Formen mit unterschiedlich gefärbten Vorderflügeln werden wie folgt bezeichnet:
- grünliche Vorderflügel = f. virescens Tutt.
- dunkelolivgrüne Vorderflügel = f. solani F.
- rötliche Vorderflügel = f. rufa Tutt.
- braune Vorderflügel = f. brunnea Tutt.
- schwärzliche Vorderflügel = f. obscura Lenz

Die Ober- und Unterseite des Hinterleibs sind gelb gefärbt.
Das Ei ist an der Basis abgeflacht, annähernd halbkugelig. Es misst 0,4 bis 0,5 mm in der Höhe und 0,7 bis 0,75 mm im Durchmesser. Es ist grünlich gefärbt. Die Oberfläche der oberen zwei Drittel des Eis sind mit 35 deutlich ausgeprägten Längsrippen besetzt, von denen 11 bis zur Mikropylregion reichen. Sie werden von deutlich feineren, dichtstehenden Querrippen gekreuzt.
Die Raupe wird bis 55 Millimeter lang. Die Farbe der Raupe variiert von gelblich-braun über braun bis rötlich-braun. Die Rückenlinie ist hell und relativ schmal; in den hinteren Segmenten von hellen Flecken gesäumt. Auf dem 12. Segment ist ein querliegender, hell gesäumter schwarzer Fleck ausgebildet. Typisch sind die schwarzen Flecken hinter den Stigmen.
Die verhältnismäßig kurze Puppe ist rotbraun. Sie weist einen Kremaster mit zwei langen Dornen auf.

### Ähnliche Arten
Die Hausmutter (Noctua pronuba) besitzt im Gegensatz zur Bunten Bandeule nur ein schmales schwarzes Saumband. Noctua tirrenica Biebinger, Speidel & Hanigk, 1983 ist im Durchschnitt leicht größer, im Durchschnitt etwas heller und auf der Oberseite des Hinterflügels ist das schwarze Band etwas gerader als bei N. fimbriata. Bei N. fimbriata ist das schwarze Feld auf der Unterseite des Vorderflügels größer als bei N. tirrhenica; es erstreckt sich von der Ader 1 zum Dorsum, während bei N. tirrhenica das Feld zwischen Ader 1 zum Dorsum gelblich ist.

## Geographische Verbreitung und Lebensraum
Die Art ist in Europa weit verbreitet. Im Süden erstreckt sich das Verbreitungsgebiet bis Süditalien, Südspanien und die Balkanhalbinsel, im Norden bis Südschottland und Südskandinavien und dann quer durch Russland zum Ural. Im Osten reicht es über Kleinasien, das Kaukasus-Gebiet bis nach Turkmenistan und Sibirien (Nowosibirsk). Die Art ist auch als Wanderfalter bekannt und kann daher auch weit außerhalb des eigentlichen Lebensraumes angetroffen werden.
Die Art lebt bevorzugt an warmen Hängen, Mischwaldrändern, Heiden und in Parklandschaften. In Südeuropa steigt die Art bis auf 2000 Meter an (nach Forster und Wohlfahrt bis 2500 Meter). Der Verlauf der südlichen Arealgrenze wird am Mittelmeer vermutet, was bisher auf Grund der Ähnlichkeit mit Noctua tirrenica noch ungenügend erforscht ist.

## Lebensweise
Die Art bildet eine Generation im Jahr, deren Falter sehr ausgedehnt von Juni bis September fliegen. Einzelne Falter werden auch schon Ende Mai angetroffen bzw. können auch noch im Oktober fliegen. Die nachtaktiven Falter kommen an künstliche Lichtquellen und an Köder. In heißen Sommern legen die Falter eine Sommerpause ein. Ein Weibchen kann bis zu 2500 Eier ablegen. Die Raupen erscheinen im September, sie überwintern und setzen die Entwicklung im Mai des folgenden Jahres fort. Sie ernähren sich von verschiedenen krautigen Pflanzen und Laubgehölzen:
- Gelber Frauenschuh (Cypripedium calceolus)
- Bunte Schwertlilie (Iris variegata)
- Zitter-Pappel (Populus tremula)
- Sal-Weide (Salix caprea)
- Große Brennnessel (Urtica dioica)
- Stumpfblättriger Ampfer (Rumex obtusifolius)
- Berberis thunbergii
- Brombeeren (Rubus fruticosus agg.)
- Kriechendes Fingerkraut (Potentilla reptans)
- Gewöhnlicher Odermennig (Agrimonia eupatoria)
- Kleiner Wiesenknopf (Sanguisorba minor)
- Schlehdorn (Prunus spinosa)
- Besenginster (Sarothamnus scoparius)
- Weinrebe (Vitis vinifera)
- Roter Hartriegel (Cornus sanguinea)
- Besenheide (Calluna vulgaris)
- Hohe Schlüsselblume (Primula elatior)
- Echte Schlüsselblume (Primula veris)
- Gewöhnliche Esche (Fraxinus excelsior)
- Liguster (Ligustrum vulgare)
- Weißes Labkraut (Galium album)
- Wiesen-Labkraut (Galium mollugo agg.)
- Kletten-Labkraut (Galium aparine)
- Goldnessel (Lamium galeobdolon)
- Rote Heckenkirsche (Lonicera xylosteum)
- Huflattich (Tussilago farfara)
- Gewöhnlicher Löwenzahn (Taraxacum officinale)

Dabei klettern die Raupen oft mehrere Meter hoch in Büschen und Bäumen. Im 19. Jahrhundert wurde sogar über eine Schadwirkung in Weinbergen berichtet. Die Raupen verpuppen sich in der Erde.

## Gefährdung
Die Bunte Bandeule ist fast überall häufig und in Deutschland nicht gefährdet.